# Stenskrullen
Stenskrullen är ett naturreservat i Älvdalens kommun i Dalarnas län.
Området är naturskyddat sedan 1996 och är 49 hektar stort. Reservatet består av tallskog och har varit utsatt för bränder.